# 菅生村 (大分県)
菅生村（すごうむら）は、大分県直入郡にあった村。現在の竹田市の一部にあたる。

## 地理
菅生台地の中央に位置していた。
- 河川：玉来川[3]、吐合川[4]

## 歴史
- 1889年（明治22年）4月1日、町村制の施行により、直入郡今村、菅生村、戸上村、小塚村が合併して村制施行し、菅生村が発足[1][2]。旧村名を継承した今、菅生、戸上、小塚の4大字を編成[2]。
- 1954年（昭和29年）3月31日、直入郡竹田町、玉来町、嫗岳村、城原村、豊岡村、入田村、松本村、宮砥村、宮城村と合併し、市制施行し竹田市を新設して廃止された[1][2]。

## 産業
- 農業[2]